# Learjet 60
De Learjet 60 is een middelgroot privéjet van Learjet dat in 1993 werd gelanceerd. Het vliegtuig is de verbeterde versie en opvolger van de Learjet 55.

## Geschiedenis

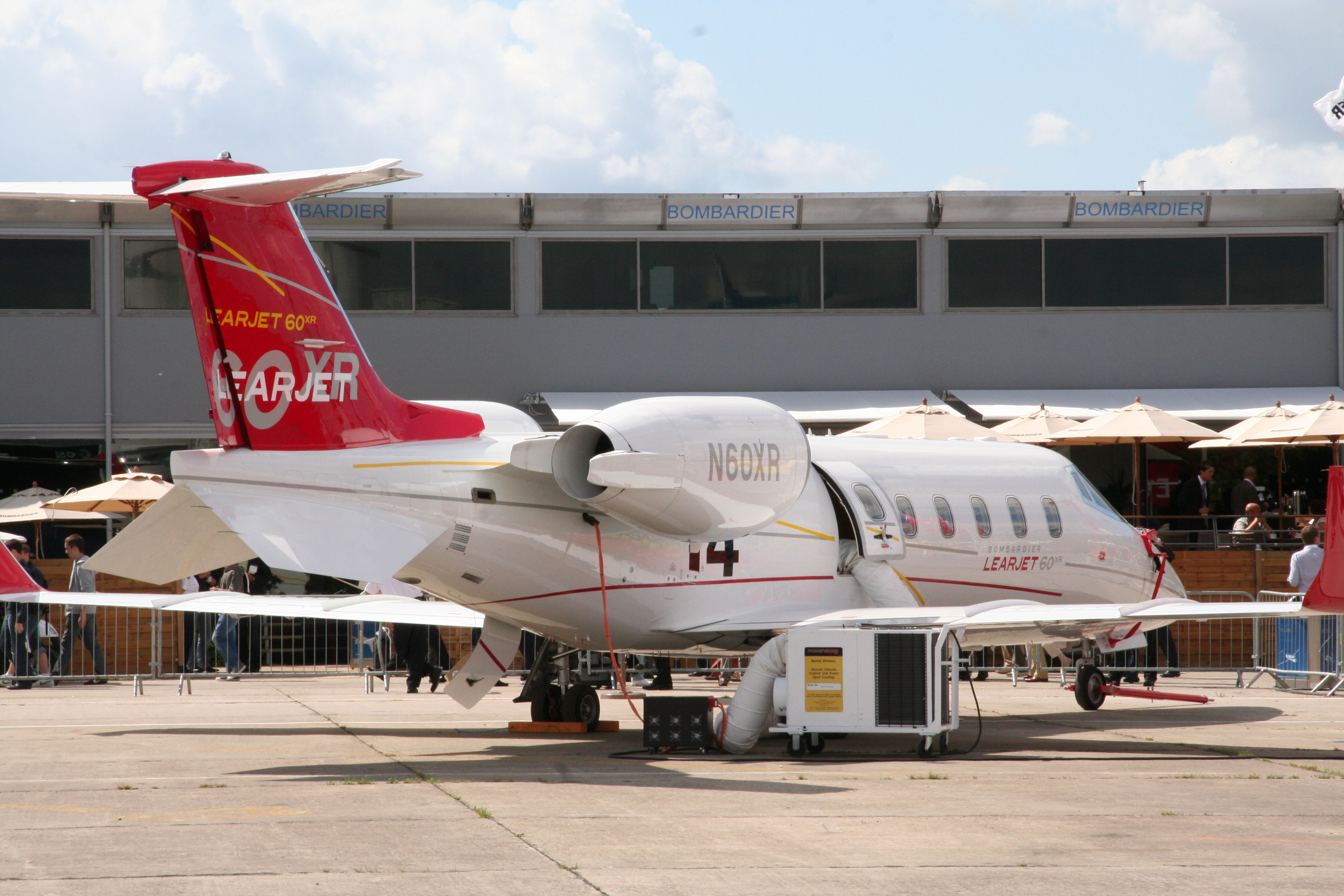
Achteraanzicht Learjet 60XR op de Parijse Vliegshow in 2009.

Bij wijze van proof of concept werd het prototype van de Learjet 55 verbouwd tot de 60 met behoud van de motoren.
In juni 1991 maakte de uiteindelijke Learjet 60 de eerste vlucht.
De motoren waren vervangen door nieuwe exemplaren van Pratt & Whitney en de romp was 1,09 meter verlengd.
Ook kreeg het toestel de staartopstelling van de 35 aangemeten en werden de winglets herzien, wat een lagere weerstand opleverde.
De Learjet 60 werd in januari 1993 door de FAA gecertifieerd. Van de originele 60 werden tot 2007 314 exemplaren geproduceerd.
In 2005 kwam Bombardier met de verbeterde Learjet 60XR die vanaf 2007 geleverd werd. De XR-versie had onder meer een verbeterd interieur.